# Temnocyon
Temnocyon è un mammifero carnivoro appartenente alla famiglia degli anficionidi vissuto in Nordamerica tra il piano Rupeliano dell'Oligocene e il piano Aquitaniano del Miocene (tra i 33,9 e i 20,43 milioni di anni fa).

## Caratteristiche fisiche
Si tratta dell'esponente più rappresentativo di una sottofamiglia di animali caratterizzati tutti dall'essere di piccole dimensioni (Temnocyon in particolare pesava appena 21 chilogrammi), dalla presenza di una molto piccola bolla uditiva rudimentale formata interamente dall'anello ectotimpanico (la bolla contiene tutte le piccole ossa dell'udito e l'anello ectotimpanico è l'ossicino che supporta il timpano), dal cranio dolicocefalo (cioè allungato nella parte posteriore) di dimensioni variabili da 18 a 34 cm (nettamente superiori a quelle del Daphoenus che lo ha preceduto in Nordamerica) e con la regione frontale spesso gonfiata.
La formula dentaria 13/3,C1/1,P4/4,M2/3,M1 è molto specializzata, con premolari molto robusti.
Caratteristica principale dei membri di questa sottofamiglia è la postura digitigrada in cui radio e ulna si sono modificati per un movimento longitudinale limitato, ed entrambi i metatarsi e metacarpi sono allungati. La postura digitigrada ha consentito una notevole radiazione evolutiva con la comparsa di numerosi generi affini quali Mammacyon, Rudiocyon e Delotrocanter.

## Paleobiologia

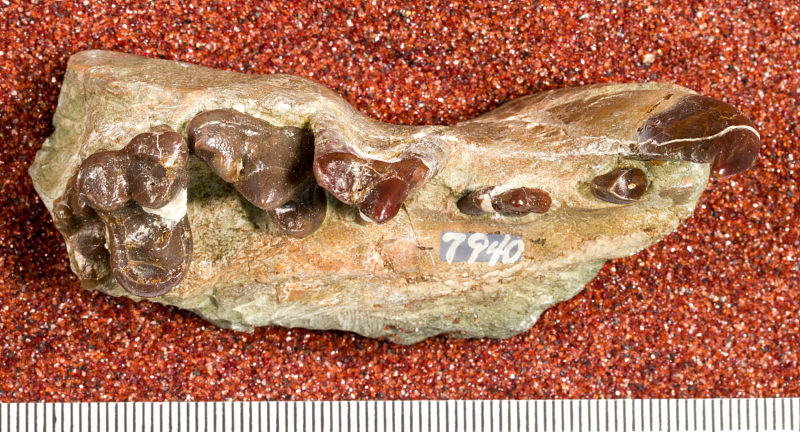
Mascella parziale di Temnocyon altigenis

Temnocyon ha acquisito il nome dai denti taglienti nelle sue fauci, che lo avrebbero reso adatto per lacerare la carne. Le sue piccole dimensioni gli avrebbero reso possibile cacciare qualsiasi cosa, dai piccoli mammiferi come roditori a cavalli primitivi del tempo come ad esempio Anchitherium. Non era però privo di rivali: oltre ad altri cani-orso, Temnocyon doveva vedersela anche con nimravidi quali Eusmilus e Nimravus e con creodonti come Hyaenodon. Minacce aggiuntive potevano venire anche da entelodonti quali Archaeotherium, abbastanza potente all'epoca per minacciare anche i piccoli cani-orso.

## Distribuzione e specie
Di Temnocyon vengono riconosciute attualmente sette specie:
- T. altigenis, vissuto in Oregon tra i 30,8 e i 20,43 milioni di anni fa.
- T. fingeruti, suo contemporaneo, ritrovato (un cranio completo) a Beardog in Oregon.
- T. subferox, contemporaneo, ma ritrovato (un cranio parziale) a Kew Cave in California.
- T. typicus, contemporaneo, ma ritrovato (uno scheletro parziale composto da parti di cranio, di mandibola e otto vertebre) a Fort Mitchell in Nebraska.
- T. macrogenys, successivo ai precedenti, vissuto tra i 24,8 e i 20,43 milioni di anni fa, ritrovato (una mandibola con alveoli di canino e resti parziali di premolari) a Guernsey in Wyoming.
- T. percussor, vissuto anche lui tra 24,8 e 20,43 milioni di anni fa, ritrovato a Syndyoceras Cave in Nebraska.
- T. ferox, vissuto nel Miocene in Oregon.

Una precedente specie di Temnocyon, chiamata T. wallovianus è stata riclassificata come appartenente al genere Paraenhydrocyon della famiglia Canidi (sottofamiglia Hesperocyoninae).